# Parti agrarien de Biélorussie
 (juillet 2018).
Si vous disposez d'ouvrages ou d'articles de référence ou si vous connaissez des sites web de qualité traitant du thème abordé ici, merci de compléter l'article en donnant les références utiles à sa vérifiabilité et en les liant à la section « Notes et références ».
Le Parti agrarien de Biélorussie (Агра́рная па́ртыя Беларусі (Agrarnaya Partya Belarusi), abrégé en APB) était un parti politique biélorusse fondé en 1992. L'APB est membre de la majorité présidentielle d'Alexandre Loukachenko. Dirigé par Michael Rusy, l'APB était l'un des rares partis représentés au Parlement, la majorité des députés biélorusses étant théoriquement des indépendants.
En août 2023, le parti s'est dissous.